# Noé Medina
Noé Medina (* 20. Mai 1943 in Ambato) ist ein ehemaliger ecuadorianischer Radrennfahrer.

## Sportliche Laufbahn
Medina war Teilnehmer der Olympischen Sommerspiele 1968 in Mexiko-Stadt. Im olympischen Straßenrennen schied er aus. Im Mannschaftszeitfahren kam der Vierer aus Ecuador mit Arnulfo Pozo, Hipólito Pozo, Noé Medina und Víctor Morales auf den 22. Rang.